# Nazionale maschile di rugby a 7 della Scozia
La nazionale di rugby a 7 della Scozia è la selezione che rappresenta la Scozia a livello internazionale nel rugby a 7. Partecipa regolarmente a tutti i tornei delle World Rugby Sevens Series, alla Coppa del Mondo di rugby a 7 e ai Giochi del Commonwealth. Tra i migliori risultati ottenuti nella Coppa del Mondo figura il raggiungimento dei quarti di finale in due occasioni: nel 2005 la Scozia è stata sconfitta dall'Inghilterra 36-0, mentre nel 2018 è stata eliminata dal Sudafrica che ha vinto 36-5.
Durante il 2006, la nazionale scozzese di rugby a 7 ha rischiato di non potere più partecipare alle Sevens World Series a causa dei problemi economici della Scottish Rugby Union (SRU). Tuttavia la possibilità di ospitare lo Scotland Sevens all'interno delle Series, a partire dal 2007, ha permesso il rilancio dell'attività internazionale nel rugby a 7. La RSU ha successivamente annunciato la partecipazione della nazionale scozzese a tutti i tornei delle Sevens World Series, con una selezione formata da giocatori provenienti dall'accademia nazionale.

## Partecipazioni ai principali tornei internazionali
- 1993: finalista Bowl
- 1997: semifinale Plate
- 2001: n.p.
- 2005: quarti di finale
- 2009: vincitore Plate
- 2013: semifinale Plate
- 2018: 7º posto

- 1999-00: 16º posto
- 2000-01: 19º posto
- 2001-02: 10º posto
- 2002-03: 13º posto
- 2003-04: 10º posto
- 2004-05: 9º posto
- 2005-06: 10º posto
- 2006-07: 9º posto
- 2007-08: 10º posto
- 2008-09: 9º posto
- 2009-10: 12º posto
- 2010-11: 10º posto
- 2011-12: 10º posto
- 2012-13: 13º posto
- 2013-14: 12º posto
- 2014-15: 7º posto
- 2015-16: 10º posto
- 2016-17: 7º posto
- 2017-18: 12º posto
- 2018-19: 10º posto
- 2019-20: 11º posto

- 1998: n.p.
- 2002: semifinale Plate
- 2006: semifinale Bowl
- 2010: finalista Plate
- 2014: semifinale Plate
- 2018: 6º posto

- 2004: 4º posto
- 2012: 7º posto
- 2013: 7º posto
- 2014:  2º posto